# 19. Dáil
Der 19. Dáil wurde am 2. Juli 1969 gewählt. Insgesamt 144 Abgeordnete (Teachtaí Dála) wurden in 42 Wahlkreisen mit dem Verfahren der übertragbaren Einzelstimmgebung (single transferable vote) bestimmt.

## Wahlausgang
siehe: Wahlen zum Dáil Éireann 1969

Sitzverteilung im 19. Dáil

Fianna Fáil und Fine Gael waren die stärksten Kräfte im Dáil. Die Fianna Fáil erreichte die absolute Mehrheit der Sitze.
Der Dáil Éireann kam erstmals am 2. Juli 1969 zur konstituierenden Sitzung zusammen. Als Vorsitzender des Dáils (Ceann Comhairle) wurde Cormac Breslin (Fianna Fáil) per Akklamation bestimmt. Seine Vertretung (Leas-Cheann Comhairle) wurde Denis Jones (Fine Gael).
Jack Lynch wurde zum Taoiseach gewählt. Er bildete zusammen mit Labour die Regierung Lynch II. Oppositionsführer (Ceannaire an Fhreasúra) war Liam Cosgrave von der Fine Gael. 
Es folgten die Neuwahlen am 16. Juni 1973.
| Partei | Partei           | Vorsitzende/r im Dáil (Beginn) | Juni 1969: gewählte Teachtaí Dála | Feb. 1973: Teachtaí Dála | Veränderung |
| ------ | ---------------- | ------------------------------ | --------------------------------- | ------------------------ | ----------- |
|        | Fianna Fáil      | Jack Lynch                     | 75                                | 72                       | −3          |
|        | Fine Gael        | Liam Cosgrave                  | 50                                | 50                       | −           |
|        | Labour Party     | Brendan Corish                 | 18                                | 17                       | −1          |
|        | Unabhängige      |                                | 1                                 | 3                        | +2          |
|        | Aontacht Éireann |                                | −                                 | 1                        | +1          |
|        | Ceann Comhairle  |                                | −                                 | 1                        | +1          |
|        | Vakant           |                                | −                                 | 2                        | +2          |
| Gesamt | Gesamt           | 144                            | 144                               | 144                      | –           |

## Teachtaí Dála
| Wahlkreis                  | Name                      | Partei (Teilgruppe) | Partei (Teilgruppe) | Partei (Teilgruppe) | Partei (Teilgruppe)                                                | Im Amt seit        |
| Wahlkreis                  | Name                      | Zu Beginn des Dáil  | Zu Beginn des Dáil  | Zum Ende des Dáil   | Zum Ende des Dáil                                                  | Im Amt seit        |
| -------------------------- | ------------------------- | ------------------- | ------------------- | ------------------- | ------------------------------------------------------------------ | ------------------ |
| Carlow–Kilkenny            | Kieran Crotty             |                     | Fine Gael           | Fine Gael           | Fine Gael                                                          | 2. Juli 1969       |
| Carlow–Kilkenny            | Tom Nolan                 |                     | Fianna Fáil         | Fianna Fáil         | Fianna Fáil                                                        | 21. April 1965     |
| Carlow–Kilkenny            | Séamus Pattison           |                     | Labour              | Labour              | Labour                                                             | 11. Oktober 1961   |
| Carlow–Kilkenny            | Jim Gibbons               |                     | Fianna Fáil         | Fianna Fáil         | Fianna Fáil                                                        | 20. März 1957      |
| Carlow–Kilkenny            | Desmond Governey          |                     | Fine Gael           | Fine Gael           | Fine Gael                                                          | 11. Oktober 1961   |
| Cavan                      | Patrick Smith             |                     | Fianna Fáil         | Fianna Fáil         | Fianna Fáil                                                        | 19. September 1923 |
| Cavan                      | Tom Fitzpatrick           |                     | Fine Gael           | Fine Gael           | Fine Gael                                                          | 21. April 1965     |
| Cavan                      | Patrick O’Reilly          |                     | Fine Gael           | Fine Gael           | Fine Gael                                                          | 2. Juli 1969       |
| Clare                      | Patrick Hillery           |                     | Fianna Fáil         |                     | Rücktritt am 6. Januar 1973 wegen der Nominierung als EG-Kommissar | 13. Juni 1951      |
| Clare                      | Sylvester Barrett         |                     | Fianna Fáil         | Fianna Fáil         | Fianna Fáil                                                        | 14. März 1968      |
| Clare                      | Frank Taylor              |                     | Fine Gael           | Fine Gael           | Fine Gael                                                          | 2. Juli 1969       |
| Clare–South Galway         | Michael Carty             |                     | Fianna Fáil         | Fianna Fáil         | Fianna Fáil                                                        | 20. März 1957      |
| Clare–South Galway         | William Loughnane         |                     | Fianna Fáil         | Fianna Fáil         | Fianna Fáil                                                        | 2. Juli 1969       |
| Clare–South Galway         | Brigid Hogan-O’Higgins    |                     | Fine Gael           | Fine Gael           | Fine Gael                                                          | 20. März 1957      |
| Cork City North-West       | Liam Burke                |                     | Fine Gael           | Fine Gael           | Fine Gael                                                          | 2. Juli 1969       |
| Cork City North-West       | Seán French               |                     | Fianna Fáil         | Fianna Fáil         | Fianna Fáil                                                        | 9. November 1967   |
| Cork City North-West       | Jack Lynch                |                     | Fianna Fáil         | Fianna Fáil         | Fianna Fáil                                                        | 18. Februar 1948   |
| Cork City South-East       | Pearse Wyse               |                     | Fianna Fáil         | Fianna Fáil         | Fianna Fáil                                                        | 21. April 1965     |
| Cork City South-East       | Gus Healy                 |                     | Fianna Fáil         | Fianna Fáil         | Fianna Fáil                                                        | 21. April 1965     |
| Cork City South-East       | Peter Barry               |                     | Fine Gael           | Fine Gael           | Fine Gael                                                          | 2. Juli 1969       |
| Cork Mid                   | Philip Burton             |                     | Fine Gael           | Fine Gael           | Fine Gael                                                          | 11. Oktober 1961   |
| Cork Mid                   | Donal Creed               |                     | Fine Gael           | Fine Gael           | Fine Gael                                                          | 21. April 1965     |
| Cork Mid                   | Paddy Forde               |                     | Fianna Fáil         |                     | verstorben am 13. Mai 1972                                         | 2. Juli 1969       |
| Cork Mid                   | Gene FitzGerald           |                     |                     |                     | Fianna Fáil Nachwahl für Paddy Forde                               | 2. August 1972     |
| Cork Mid                   | Thomas Meaney             |                     | Fianna Fáil         | Fianna Fáil         | Fianna Fáil                                                        | 21. April 1965     |
| Cork North-East            | Seán Brosnan              |                     | Fianna Fáil         | Fianna Fáil         | Fianna Fáil                                                        | 2. Juli 1969       |
| Cork North-East            | Gerard Cott               |                     | Fine Gael           | Fine Gael           | Fine Gael                                                          | 2. Juli 1969       |
| Cork North-East            | Richard Barry             |                     | Fine Gael           | Fine Gael           | Fine Gael                                                          | 18. Juni 1953      |
| Cork North-East            | Jerry Cronin              |                     | Fianna Fáil         | Fianna Fáil         | Fianna Fáil                                                        | 21. April 1965     |
| Cork South-West            | Michael Pat Murphy        |                     | Labour              | Labour              | Labour                                                             | 13. Juni 1951      |
| Cork South-West            | John O’Sullivan           |                     | Fine Gael           | Fine Gael           | Fine Gael                                                          | 2. Juli 1969       |
| Cork South-West            | Flor Crowley              |                     | Fianna Fáil         | Fianna Fáil         | Fianna Fáil                                                        | 21. April 1965     |
| Donegal–Leitrim            | Joseph Brennan            |                     | Fianna Fáil         | Fianna Fáil         | Fianna Fáil                                                        | 2. Juni 1954       |
| Donegal–Leitrim            | Cormac Breslin            |                     | Fianna Fáil         |                     | Ceann Comhairle                                                    | 21. Juli 1937      |
| Donegal–Leitrim            | Patrick O’Donnell         |                     | Fine Gael           |                     | verstorben am 4. Oktober 1970                                      | 16. November 1949  |
| Donegal–Leitrim            | Patrick Delap             |                     |                     |                     | Fianna Fáil Nachwahl für Patrick O’Donnell                         | 2. Dezember 1970   |
| Donegal North-East         | Neil Blaney               |                     | Fianna Fáil         |                     | Independent                                                        | 11. Oktober 1961   |
| Donegal North-East         | Liam Cunningham           |                     | Fianna Fáil         | Fianna Fáil         | Fianna Fáil                                                        | 13. Juni 1951      |
| Donegal North-East         | Patrick Harte             |                     | Fine Gael           | Fine Gael           | Fine Gael                                                          | 11. Oktober 1961   |
| Dublin Central             | Frank Cluskey             |                     | Labour              | Labour              | Labour                                                             | 21. April 1965     |
| Dublin Central             | Vivion de Valera          |                     | Fianna Fáil         | Fianna Fáil         | Fianna Fáil                                                        | 4. Dezember 1945   |
| Dublin Central             | Thomas J. Fitzpatrick     |                     | Fianna Fáil         | Fianna Fáil         | Fianna Fáil                                                        | 21. April 1965     |
| Dublin Central             | Maurice E. Dockrell       |                     | Fine Gael           | Fine Gael           | Fine Gael                                                          | 1. Juli 1943       |
| Dublin County North        | Justin Keating            |                     | Labour              | Labour              | Labour                                                             | 2. Juli 1969       |
| Dublin County North        | Des Foley                 |                     | Fianna Fáil         | Fianna Fáil         | Fianna Fáil                                                        | 21. April 1965     |
| Dublin County North        | Mark Clinton              |                     | Fine Gael           | Fine Gael           | Fine Gael                                                          | 11. Oktober 1961   |
| Dublin County North        | Patrick J. Burke          |                     | Fianna Fáil         | Fianna Fáil         | Fianna Fáil                                                        | 9. Juni 1944       |
| Dublin County South        | Tom O’Higgins             |                     | Fine Gael           | Fine Gael           | Fine Gael                                                          | 18. Februar 1948   |
| Dublin County South        | Richard Burke             |                     | Fine Gael           | Fine Gael           | Fine Gael                                                          | 2. Juli 1969       |
| Dublin County South        | Kevin Boland              |                     | Fianna Fáil         |                     | Rücktritt am 4. November 1970                                      | 20. März 1957      |
| Dublin County South        | Larry McMahon             |                     |                     |                     | Fine Gael Nachwahl für Kevin Boland                                | 2. Dezember 1970   |
| Dublin North-Central       | Luke Belton               |                     | Fine Gael           | Fine Gael           | Fine Gael                                                          | 21. April 1965     |
| Dublin North-Central       | George Colley             |                     | Fianna Fáil         | Fianna Fáil         | Fianna Fáil                                                        | 11. Oktober 1961   |
| Dublin North-Central       | Celia Lynch               |                     | Fianna Fáil         | Fianna Fáil         | Fianna Fáil                                                        | 2. Juni 1954       |
| Dublin North-Central       | Michael O’Leary           |                     | Labour              | Labour              | Labour                                                             | 21. April 1965     |
| Dublin North-East          | Paddy Belton              |                     | Fine Gael           | Fine Gael           | Fine Gael                                                          | 30. Mai 1963       |
| Dublin North-East          | Charles Haughey           |                     | Fianna Fáil         | Fianna Fáil         | Fianna Fáil                                                        | 20. März 1957      |
| Dublin North-East          | Eugene Timmons            |                     | Fianna Fáil         | Fianna Fáil         | Fianna Fáil                                                        | 2. Juli 1969       |
| Dublin North-East          | Conor Cruise O’Brien      |                     | Labour              | Labour              | Labour                                                             | 2. Juli 1969       |
| Dublin North-West          | Hugh Byrne                |                     | Fine Gael           | Fine Gael           | Fine Gael                                                          | 2. Juli 1969       |
| Dublin North-West          | Jim Tunney                |                     | Fianna Fáil         | Fianna Fáil         | Fianna Fáil                                                        | 2. Juli 1969       |
| Dublin North-West          | Richard Gogan             |                     | Fianna Fáil         | Fianna Fáil         | Fianna Fáil                                                        | 2. Juni 1954       |
| Dublin North-West          | David Thornley            |                     | Labour              | Labour              | Labour                                                             | 2. Juli 1969       |
| Dublin South-Central       | Philip A. Brady           |                     | Fianna Fáil         | Fianna Fáil         | Fianna Fáil                                                        | 20. März 1957      |
| Dublin South-Central       | Ben Briscoe               |                     | Fianna Fáil         | Fianna Fáil         | Fianna Fáil                                                        | 21. April 1965     |
| Dublin South-Central       | John O’Donovan            |                     | Labour              | Labour              | Labour                                                             | 2. Juli 1969       |
| Dublin South-Central       | Richie Ryan               |                     | Fine Gael           | Fine Gael           | Fine Gael                                                          | 22. Juli 1959      |
| Dublin South-East          | Noel Browne               |                     | Labour              | Labour              | Labour                                                             | 2. Juli 1969       |
| Dublin South-East          | Garret FitzGerald         |                     | Fine Gael           | Fine Gael           | Fine Gael                                                          | 2. Juli 1969       |
| Dublin South-East          | Seán Moore                |                     | Fianna Fáil         | Fianna Fáil         | Fianna Fáil                                                        | 21. April 1965     |
| Dublin South-West          | Joseph Dowling            |                     | Fianna Fáil         | Fianna Fáil         | Fianna Fáil                                                        | 21. April 1965     |
| Dublin South-West          | Noel Lemass               |                     | Fianna Fáil         | Fianna Fáil         | Fianna Fáil                                                        | 14. November 1956  |
| Dublin South-West          | Seán Dunne                |                     | Labour              |                     | verstorben am 25. Juni 1969                                        | 11. Oktober 1961   |
| Dublin South-West          | Seán Sherwin              |                     |                     |                     | Fianna Fáil Nachwahl für Seán Dunne                                | 14. März 1970      |
| Dublin South-West          | John O’Connell            |                     | Labour              | Labour              | Labour                                                             | 21. April 1965     |
| Dún Laoghaire and Rathdown | Liam Cosgrave             |                     | Fine Gael           | Fine Gael           | Fine Gael                                                          | 1. Juli 1943       |
| Dún Laoghaire and Rathdown | David Andrews             |                     | Fianna Fáil         | Fianna Fáil         | Fianna Fáil                                                        | 21. April 1965     |
| Dún Laoghaire and Rathdown | Barry Desmond             |                     | Labour              | Labour              | Labour                                                             | 2. Juli 1969       |
| Dún Laoghaire and Rathdown | Percy Dockrell            |                     | Fine Gael           | Fine Gael           | Fine Gael                                                          | 11. Oktober 1961   |
| Galway North-East          | John Donnellan            |                     | Fine Gael           | Fine Gael           | Fine Gael                                                          | 3. Dezember 1964   |
| Galway North-East          | Thomas Hussey             |                     | Fianna Fáil         | Fianna Fáil         | Fianna Fáil                                                        | 2. Juli 1969       |
| Galway North-East          | Michael F. Kitt           |                     | Fianna Fáil         | Fianna Fáil         | Fianna Fáil                                                        | 2. Juli 1969       |
| Galway West                | Fintan Coogan senior      |                     | Fine Gael           | Fine Gael           | Fine Gael                                                          | 2. Juni 1954       |
| Galway West                | Bobby Molloy              |                     | Fianna Fáil         | Fianna Fáil         | Fianna Fáil                                                        | 21. April 1965     |
| Galway West                | John Geoghegan            |                     | Fianna Fáil         | Fianna Fáil         | Fianna Fáil                                                        | 2. Juni 1954       |
| Kerry North                | Gerard Lynch              |                     | Fine Gael           | Fine Gael           | Fine Gael                                                          | 2. Juli 1969       |
| Kerry North                | Thomas McEllistrim junior |                     | Fianna Fáil         | Fianna Fáil         | Fianna Fáil                                                        | 2. Juli 1969       |
| Kerry North                | Dan Spring                |                     | Labour              | Labour              | Labour                                                             | 1. Juli 1943       |
| Kerry South                | Timothy O’Connor          |                     | Fianna Fáil         | Fianna Fáil         | Fianna Fáil                                                        | 11. Oktober 1961   |
| Kerry South                | Michael Begley            |                     | Fine Gael           | Fine Gael           | Fine Gael                                                          | 2. Juli 1969       |
| Kerry South                | John O’Leary              |                     | Fianna Fáil         | Fianna Fáil         | Fianna Fáil                                                        | 7. Dezember 1966   |
| Kildare                    | Gerard Sweetman           |                     | Fine Gael           |                     | verstorben am 28. Januar 1970                                      | 18. Februar 1948   |
| Kildare                    | Patrick Malone            |                     |                     |                     | Fine Gael Nachwahl für Gerard Sweetman                             | 14. April 1970     |
| Kildare                    | Paddy Power               |                     | Fianna Fáil         | Fianna Fáil         | Fianna Fáil                                                        | 2. Juli 1969       |
| Kildare                    | Terence Boylan            |                     | Fianna Fáil         | Fianna Fáil         | Fianna Fáil                                                        | 19. Februar 1964   |
| Laois–Offaly               | Bernard Cowen             |                     | Fianna Fáil         | Fianna Fáil         | Fianna Fáil                                                        | 2. Juli 1969       |
| Laois–Offaly               | Oliver J. Flanagan        |                     | Fine Gael           | Fine Gael           | Fine Gael                                                          | 1. Juli 1943       |
| Laois–Offaly               | Ger Connolly              |                     | Fianna Fáil         | Fianna Fáil         | Fianna Fáil                                                        | 2. Juli 1969       |
| Laois–Offaly               | Patrick Lalor             |                     | Fianna Fáil         | Fianna Fáil         | Fianna Fáil                                                        | 11. Oktober 1961   |
| Laois–Offaly               | Tom Enright               |                     | Fine Gael           | Fine Gael           | Fine Gael                                                          | 2. Juli 1969       |
| Limerick East              | Stephen Coughlan          |                     | Labour              | Labour              | Labour                                                             | 11. Oktober 1961   |
| Limerick East              | Michael Herbert           |                     | Fianna Fáil         | Fianna Fáil         | Fianna Fáil                                                        | 2. Juli 1969       |
| Limerick East              | Tom O’Donnell             |                     | Fine Gael           | Fine Gael           | Fine Gael                                                          | 11. Oktober 1961   |
| Limerick East              | Desmond O’Malley          |                     | Fianna Fáil         | Fianna Fáil         | Fianna Fáil                                                        | 22. Mai 1968       |
| Limerick West              | Gerard Collins            |                     | Fianna Fáil         | Fianna Fáil         | Fianna Fáil                                                        | 9. November 1967   |
| Limerick West              | Denis Jones               |                     | Fine Gael           | Fine Gael           | Fine Gael                                                          | 20. März 1957      |
| Limerick West              | Michael J. Noonan         |                     | Fianna Fáil         | Fianna Fáil         | Fianna Fáil                                                        | 2. Juli 1969       |
| Longford–Westmeath         | Gerald L’Estrange         |                     | Fine Gael           | Fine Gael           | Fine Gael                                                          | 21. April 1965     |
| Longford–Westmeath         | Joe Sheridan              |                     | Independent         | Independent         | Independent                                                        | 11. Oktober 1961   |
| Longford–Westmeath         | Frank Carter              |                     | Fianna Fáil         | Fianna Fáil         | Fianna Fáil                                                        | 11. Oktober 1961   |
| Longford–Westmeath         | Patrick Lenihan           |                     | Fianna Fáil         |                     | verstorben am 11. März 1970                                        | 21. April 1965     |
| Longford–Westmeath         | Patrick Cooney            |                     |                     |                     | Fine Gael Nachwahl für Patrick Lenihan                             | 14. April 1970     |
| Louth                      | Frank Aiken               |                     | Fianna Fáil         | Fianna Fáil         | Fianna Fáil                                                        | 19. September 1923 |
| Louth                      | Pádraig Faulkner          |                     | Fianna Fáil         | Fianna Fáil         | Fianna Fáil                                                        | 20. März 1957      |
| Louth                      | Paddy Donegan             |                     | Fine Gael           | Fine Gael           | Fine Gael                                                          | 11. Oktober 1961   |
| Mayo East                  | Thomas O’Hara             |                     | Fine Gael           | Fine Gael           | Fine Gael                                                          | 21. April 1965     |
| Mayo East                  | Seán Flanagan             |                     | Fianna Fáil         | Fianna Fáil         | Fianna Fáil                                                        | 13. Juni 1951      |
| Mayo East                  | Martin Finn               |                     | Fine Gael           | Fine Gael           | Fine Gael                                                          | 2. Juli 1969       |
| Mayo West                  | Joseph Lenehan            |                     | Fianna Fáil         | Fianna Fáil         | Fianna Fáil                                                        | 2. Juli 1969       |
| Mayo West                  | Mícheál Ó Móráin          |                     | Fianna Fáil         | Fianna Fáil         | Fianna Fáil                                                        | 30. Juni 1938      |
| Mayo West                  | Henry Kenny               |                     | Fine Gael           | Fine Gael           | Fine Gael                                                          | 2. Juni 1954       |
| Meath                      | John Bruton               |                     | Fine Gael           | Fine Gael           | Fine Gael                                                          | 21. April 1969     |
| Meath                      | Michael Hilliard          |                     | Fianna Fáil         | Fianna Fáil         | Fianna Fáil                                                        | 1. Juli 1943       |
| Meath                      | James Tully               |                     | Labour              | Labour              | Labour                                                             | 11. Oktober 1961   |
| Monaghan                   | John Conlan               |                     | Fine Gael           | Fine Gael           | Fine Gael                                                          | 2. Juli 1969       |
| Monaghan                   | Erskine Hamilton Childers |                     | Fianna Fáil         | Fianna Fáil         | Fianna Fáil                                                        | 30. Juni 1938      |
| Monaghan                   | Billy Fox                 |                     | Fine Gael           | Fine Gael           | Fine Gael                                                          | 2. Juli 1969       |
| Roscommon–Leitrim          | Joan Burke                |                     | Fine Gael           | Fine Gael           | Fine Gael                                                          | 8. Juli 1964       |
| Roscommon–Leitrim          | Hugh Gibbons              |                     | Fianna Fáil         | Fianna Fáil         | Fianna Fáil                                                        | 21. April 1965     |
| Roscommon–Leitrim          | Brian Lenihan senior      |                     | Fianna Fáil         | Fianna Fáil         | Fianna Fáil                                                        | 11. Oktober 1961   |
| Sligo–Leitrim              | James Gallagher           |                     | Fine Gael           | Fine Gael           | Fine Gael                                                          | 11. Oktober 1961   |
| Sligo–Leitrim              | Joseph McLoughlin         |                     | Fine Gael           | Fine Gael           | Fine Gael                                                          | 1. März 1961       |
| Sligo–Leitrim              | Ray MacSharry             |                     | Fianna Fáil         | Fianna Fáil         | Fianna Fáil                                                        | 2. Juli 1969       |
| Tipperary North            | Michael O’Kennedy         |                     | Fianna Fáil         | Fianna Fáil         | Fianna Fáil                                                        | 2. Juli 1969       |
| Tipperary North            | Thomas Dunne              |                     | Fine Gael           | Fine Gael           | Fine Gael                                                          | 11. Oktober 1961   |
| Tipperary North            | Michael Smith             |                     | Fianna Fáil         | Fianna Fáil         | Fianna Fáil                                                        | 2. Juli 1969       |
| Tipperary South            | Noel Davern               |                     | Fianna Fáil         | Fianna Fáil         | Fianna Fáil                                                        | 2. Juli 1969       |
| Tipperary South            | Jackie Fahey              |                     | Fianna Fáil         | Fianna Fáil         | Fianna Fáil                                                        | 21. April 1965     |
| Tipperary South            | Patrick Hogan             |                     | Fine Gael           |                     | verstorben am 5. Oktober 1972                                      | 11. Oktober 1961   |
| Tipperary South            | Seán Treacy               |                     | Labour              | Labour              | Labour                                                             | 11. Oktober 1961   |
| Waterford                  | Fad Browne                |                     | Fianna Fáil         | Fianna Fáil         | Fianna Fáil                                                        | 7. Dezember 1966   |
| Waterford                  | Edward Collins            |                     | Fine Gael           | Fine Gael           | Fine Gael                                                          | 2. Juli 1969       |
| Waterford                  | Billy Kenneally           |                     | Fianna Fáil         | Fianna Fáil         | Fianna Fáil                                                        | 21. April 1965     |
| Wexford                    | Brendan Corish            |                     | Labour              | Labour              | Labour                                                             | 4. Dezember 1945   |
| Wexford                    | Lorcan Allen              |                     | Fianna Fáil         | Fianna Fáil         | Fianna Fáil                                                        | 11. Oktober 1961   |
| Wexford                    | Anthony Esmonde           |                     | Fine Gael           | Fine Gael           | Fine Gael                                                          | 13. Juni 1951      |
| Wexford                    | Seán Browne               |                     | Fianna Fáil         | Fianna Fáil         | Fianna Fáil                                                        | 2. Juli 1969       |
| Wicklow                    | Paudge Brennan            |                     | Fianna Fáil         | Fianna Fáil         | Fianna Fáil                                                        | 2. Juni 1954       |
| Wicklow                    | Liam Kavanagh             |                     | Labour              | Labour              | Labour                                                             | 2. Juli 1969       |
| Wicklow                    | Godfrey Timmins           |                     | Fine Gael           | Fine Gael           | Fine Gael                                                          | 14. März 1968      |

1. Dáil (1919–1921) |
2. Dáil (1921–1922) |
3. Dáil (1922–1923) |
4. Dáil (1923–1927) |
5. Dáil (1927) |
6. Dáil (1927–1932) |
7. Dáil (1932–1933) |
8. Dáil (1933–1937) |
9. Dáil (1937–1938) |
10. Dáil (1938–1943) |
11. Dáil (1943–1944) |
12. Dáil (1944–1948) |
13. Dáil (1948–1951) |
14. Dáil (1951–1954) |
15. Dáil (1954–1957) |
16. Dáil (1957–1961) |
17. Dáil (1961–1965) |
18. Dáil (1965–1969) |
19. Dáil (1969–1973) |
20. Dáil (1973–1977) |
21. Dáil (1977–1981) |
22. Dáil (1981–1982) |
23. Dáil (1982) |
24. Dáil (1982–1987) |
25. Dáil (1987–1989) |
26. Dáil (1989–1992) |
27. Dáil (1992–1997) |
28. Dáil (1997–2002) |
29. Dáil (2002–2007) |
30. Dáil (2007–2011) |
31. Dáil (2011–2016) |
32. Dáil (2016–2020) |
33. Dáil (2020–2024) |
34. Dáil (seit 2024)